# Mhairi Black

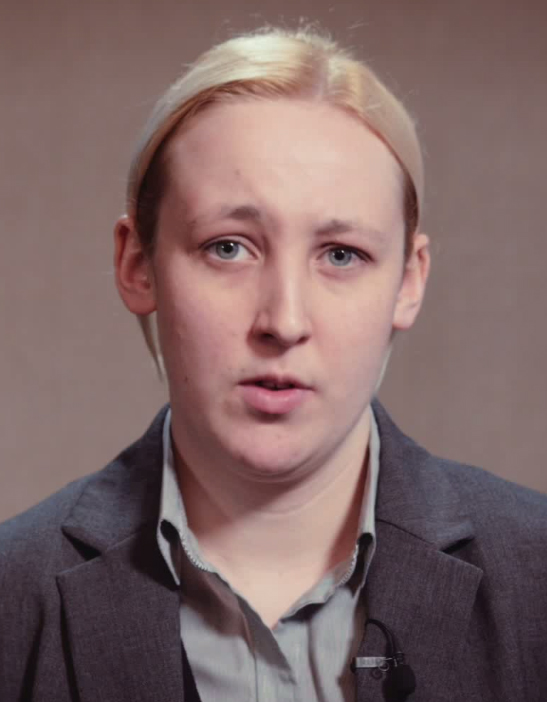
Mhairi Black (März 2015)

Mhairi Black (* 12. September 1994 in Paisley, Schottland) ist eine schottische Politikerin (SNP). Ihren schottisch-gälischen Vornamen Mhairi [vaːɾʲɪ] spricht Black wie englisch Mary aus.

## Leben
Bei den britischen Unterhauswahlen 2015 wurde sie als jüngste Abgeordnete ins House of Commons gewählt. Zum Zeitpunkt der Wahl war sie Studentin und mit einem Alter von 20 Jahren und 237 Tagen eine der jüngsten Unterhausabgeordneten seit Bestehen des House of Commons; im 20. und 21. Jahrhundert gab es keine jüngeren. 
Black gewann den Unterhaussitz im Wahlkreis Paisley and Renfrewshire South mit 50,9 % der Stimmen mit großem Abstand vor Douglas Alexander (38,6 %), einem politischen Schwergewicht der Labour Party, Schatten-Außenminister und Wahlkampfmanager der Partei. Alexander hatte bei der letzten Unterhauswahl den Wahlkreis noch überlegen gewonnen. Black erzielte mit 26,9 % einen der höchsten Wählerwechsel zwischen den zwei führenden Parteien (swing). Bei den vorgezogenen Unterhauswahlen 2017 behauptete Black ihr Mandat trotz Stimmverlusten. Seit 2022 ist Black mit Katie McGarve verheiratet.

## Motivation
Politik interessiert sie, familiär bedingt, schon von Kindesbeinen an. Mit neun Jahren nahm sie an einer Anti-Irakkriegs-Demo teil. Die Familie war seit Generationen Anhänger der Labour Party. Die Unzufriedenheit mit dieser Partei wuchs aber so stark, dass sie zusammen mit ihrem Vater in die Scottish National Party eintrat.
Ihre Motivation, sich verstärkt politisch zu engagieren, begründet sie so:

“People have been battered by a system that doesn’t care about them and they’ve had enough of austerity. You can feel the frustration that people have, that the principles have been abandoned by Labour. My dad is a lifelong Labour voter: my family was all proper Clydeside-shipyards Labour.”

„Die Leute wurden von einem System benachteiligt, das sich nicht um sie kümmert und sie haben genug von der Austerität. Du spürst die Frustration der Leute, dass Labour ihre politischen Grundsätze preisgegeben hat. Mein Vater war sein Leben lang ein Labour-Wähler: meine Familienmitglieder waren alle anständige Clydeside-Werftarbeiter und Labour-Anhänger.“

Black studierte an der University of Glasgow Politikwissenschaften. Ihre Abschlussarbeit schrieb sie über den Umgang der SNP mit dem Mitgliederzuwachs der vergangenen Jahre. Das Studium schloss sie im Juni 2015 erfolgreich ab.
Politisch inspiriert wurde Black von Keir Hardie, Tony Benn und Margo MacDonald.